# La Dernière Folie de Claire Darling
Pour plus de détails, voir Fiche technique et Distribution.
La Dernière Folie de Claire Darling est une comédie dramatique française de Julie Bertuccelli sortie en 2018.
Il s’agit de l'adaptation du roman Le Dernier Vide-grenier de Faith Bass Darling de Lynda Rutledge.

## Synopsis
Claire Darling est persuadée qu'elle va mourir dans les jours qui suivent. Dans un mouvement d'humeur ou de déséquilibre, elle décide de vider et de brader tout ce que contient sa maison : bibelots, tableaux, souvenirs... C'est aussi l'occasion de revoir sa fille qu'elle n'a pas vue depuis vingt ans.

## Fiche technique
- Titre original : La Dernière Folie de Claire Darling
- Titre de travail : Le Dernier Vide-grenier de Claire Darling
- Réalisateur : Julie Bertuccelli
- Scénario : Julie Bertuccelli et Sophie Fillières, d'après le roman Le Dernier Vide-grenier de Faith Bass Darling de Lynda Rutledge
- Musique : Olivier Daviaud
- Producteurs : Yaël Fogiel et Laetitia Gonzalez
- Photographie : Irina Lubtchansky
- Costumes : Nathalie Raoul
- Société de production : Les Films du poisson
- SOFICA : Cincécap 1, Cinémage 12, Cofinova 14, Sofitvciné 5
- Société de distribution : Pyramide Distribution
- Pays d'origine :  France
- Genre : comédie dramatique
- Durée : 94 minutes
- Date de sortie : 19 octobre 2018 (Chicago International Film Festival) ; 6 février 2019 en salles

## Distribution
- Catherine Deneuve : Claire Darling
- Chiara Mastroianni : Marie Darling
- Alice Taglioni : Claire Darling jeune
- Samir Guesmi : Amir
- Laure Calamy : Martine Leroy
- Olivier Rabourdin : Claude Darling
- Johan Leysen : Père Georges
- Yasin Houicha : Rachid

## Sortie

### Accueil critique
Le film reçoit des retours médiocres, avec une note moyenne de 2 proposée par Allociné.
Télérama complimente Catherine Deneuve : « insondable, règne sur ce conte. ». Didier Péron de Libération trouve à contrario que « Le film, ou la cinéaste [...] ne tire aucun parti intéressant de la nature du jeu de Deneuve ». « On soupire devant ce soporifique spectacle bourgeois d’un autre temps », se plaint Karelle Fitoussi dans Paris Match. Murielle Joudet dans Le Monde parle « d'une traversée de l'ennui. »

### Accueil public
Avec 85 000 spectateurs, le film ne séduit pas. C’est l’un des plus mauvais résultats de la carrière de Catherine Deneuve.